# Grundy NewBrain
Grundy NewBrain — микрокомпьютер, выпускавшийся в начале 1980-х компанией Grundy Business Systems Ltd (Теддингтон и Кембридж, Англия).

## История
Проект NewBrain был начат в 1978 году в Sinclair Radionics, Mike Wakefield был проектировщиком, а Basil Smith отвечал за программное обеспечение. Предполагалось, что продукт составит конкуренцию Apple и в целом соответствовал курсу Клайва Синклера на недорогую потребительскую электронику. Но когда стало понятно, что NewBrain невозможно будет продавать дешевле 100 фунтов, мысли Синклера обратились к ZX80, который должен был быть разработан уже в его собственной компании Science of Cambridge Ltd.
После закрытия Sinclair Radionics проект был передан в компанию Newbury Laboratories. В 1980 году Newbury анонсирует скорый выпуск трёх моделей NewBrain, включая портативный компьютер с питанием от батарей.

### BBC micro
В начале 80-х BBC начала проект, который стал известен как BBC Computer Literacy Project. Этот проект был начат во многом в ответ на документальный фильм The Mighty Micro, в котором доктор Кристофер Эванс (Christopher Evans) предсказал начинающуюся (микро)компьютерную революцию. Фильм оказал значительное влияние — настолько сильное, что был поднят вопрос в парламенте. В результате Министерство промышленности Великобритании (Department of Industry) заинтересовалось программой, а BBC Enterprises увидела в этом возможность продавать компьютер, сопровождаемый серией программ.
В министерстве настаивали, чтобы была выбрана машина, разработанная в Великобритании, и BBC остановила выбор на NewBrain. Спецификации, которые BBC подготовила для конкурса, были очень близки к спецификациям NewBrain, предполагалось, что Newbury выставит на конкурс свой компьютер и победит. Но получилось так, что Newbury затянула с разработкой и стало ясно, что они не смогут выйти на производство в ближайшее время, и это открыло двери для других компаний. Готовившаяся серия выпусков BBC была отодвинута с осени 1981 года на весну 1982-го. После того, как Клайв Синклер (Sinclair Research) и Крис Кёрри (Acorn) узнали об изменениях в планах, BBC была вынуждена позволить им представить свои предложения.
В итоге BBC выбрала компьютер Acorn Proton, получивший широкую известность как BBC Micro.
В результате этого решения British Technology Group, владевшая в это время Newbury, продала окончательный проект и производство компании Grundy. Grundy искала возможность выйти на рынок персональных компьютеров и уже производила машину, работавшую под управлением CP/M.

### Выпущенные модели
В итоге Grundy выпустила всего две модели. Модель «A» подключалась к телевизору либо монитору. Модель «AD», кроме того, имела 16-значный дисплей на вакуумных флюоресцентных индикаторах и работала как с внешним ТВ/монитором, так и без него.
Модель «A» предлагалась по цене 199 фунтов, модель «AD» — 229 фунтов (1982 год).
Всего было выпущено более 50 000 экземпляров NewBrain. Компьютеры использовались в образовании, науке, на производстве, в малом бизнесе и в банковском секторе; также, конечно, многие использовали NewBrain и как домашний компьютер. NewBrain оказался неплохим научным компьютером из-за высокой точности чисел с плавающей запятой, а также графики высокого разрешения. Бизнес-применений тоже было немало благодаря доступности программного обеспечения под операционную систему CP/M.

## Технические характеристики
Характеристики NewBrain:
- Процессор: Zilog Z80A на тактовой частоте 4 МГц
- Сопроцессор: National Semiconductor COP420[3]
- Память: ПЗУ — 24 КБ, ОЗУ — 32 КБ, расширяемое до 2 МБ
- Клавиатура: 62 клавиши
- Графические режимы: только чёрно-белые — 256×256, 320×256, 512×256, 640×256×2
- Текстовые режимы: 32×25, 32×30, 40×25, 40×30, 64×25, 64×30, 80×25×2, 80×30×2
- Интерфейсы:
  - 2 разъёма для подключения магнитофона, 1200 бит/с
  - Разъём расширения
  - 2 разъёма RS-232, до 19000 бит/с
  - Выход композитного видео
  - Выход на антенный вход телевизора